# Macrobaenetes
Macrobaenetes is een geslacht van rechtvleugeligen uit de familie grottensprinkhanen (Rhaphidophoridae). De wetenschappelijke naam van dit geslacht is voor het eerst geldig gepubliceerd in 1962 door Tinkham.

## Soorten
Het geslacht Macrobaenetes omvat de volgende soorten:
- Macrobaenetes algodonensis Tinkham, 1962
- Macrobaenetes kelsoensis Tinkham, 1962
- Macrobaenetes sierrapintae Tinkham, 1962
- Macrobaenetes valgum Strohecker, 1960